# Aliyah (wrestlerka)
Nhooph Al-Areebi (ur. 23 listopada 1994 w Toronto) – kanadyjska wrestlerka. W latach 2015–2023 rywalizowała w amerykańskiej federacji World Wrestling Entertainment (WWE), gdzie walczyła pod pseudonimem Aliyah. Jednokrotnie zdobyła z Raquel Rodriguez tytuł tag teamowy kobiet WWE. Odniosła najszybsze zwycięstwo w historii federacji z czasem 3,17 s.
Karierę zawodniczą rozpoczęła w 2013. Do czasu podpisania kontraktu z WWE walczyła głównie na kanadyjskiej scenie niezależnej, zdobywając tytuły mistrzowskie.

## Tytuły mistrzowskie i osiągnięcia
- Great Canadian Wrestling
  - GCW Women’s Championship (1 raz)[3]
- Pure Wrestling Association
  - PWA Women’s Championship (1 raz)[3]
- World Wrestling Entertainment (WWE)
  - WWE Women’s Tag Team Championship (1 raz) – z Raquel Rodriguez
  - WWE Women’s Tag Team Championship Tournament (2022) – z Raquel Rodriguez[4]